# Plexitartessus hambledonensis
Plexitartessus hambledonensis är en insektsart som beskrevs av Evans 1981. Plexitartessus hambledonensis ingår i släktet Plexitartessus och familjen dvärgstritar. Inga underarter finns listade i Catalogue of Life.